# Dichlorsilan
Dichlorsilan (zkráceně DCS) je anorganická sloučenina odvozená od silanu náhradou dvou vodíkových atomů atomy chloru, se vzorcem SiH2Cl2. Ve směsi s amoniakem se používá k tvorbě nitridu křemičitého při zpracování polovodičů pomocí chemické depozice z plynné fáze. Vyšší podíly DCS ve směsi (například DCS : NH3 16 : 1) vedou většinou ke vzniku vrstev s menší odolností vůči mechanickému napětí.

## Historie
Dichlorsilan byl poprvé připraven v roce 1919 reakcí plynného silanu, SiH4, s chlorovodíkem, HCl. Bylo zjištěno, že plynný dichlorsilan reaguje s vodou za vzniku monomerního prosiloxanu, H2SiO. Prosiloxan se v kapalné fázi rychle polymerizuje, v plynné fázi je polymerizace pomalejší; tímto způsobem vznikají kapalné a pevné polysiloxany, [H2SiO]n. Kapalný produkt, který lze oddělit destilací za sníženého tlaku, se za pokojové teploty stává viskóznějším a poté vytváří gel. Následně byla provedena hydrolýza benzenového roztoku H2SiCl2 opatrným kontaktem s vodou a byla určena molární hmotnost podle poměrného zastoupení prvků v [H2SiO]6. Bylo určeno, že n ve vzorci (průměrný počet monomerových jednotek v polysiloxanu) je mezi 6 a 7. Dalším zkoumáním se zjistilo, že n se při rostoucí reakční době zvyšuje a při dostatečně dlouhém trvání reakce lze získat polymer, [HSi(OH)O]n.

## Příprava a reakce
Většina dichlorsilanu vzniká jako vedlejší produkt při reakci chlorovodíku s křemíkem, jejímž hlavním produktem je trichlorsilan.
Disproporcionace trichlorsilanu je vhodnějším způsobem přípravy.
2 SiHCl3 ⇌ SiCl4 + SiH2Cl2

### Hydrolýza
Hydrolýzu dichlorsilanu lze provést reakcí jeho roztoku v benzenu s opatrně přidávaným přebytkem vody. Ve velkém měřítku je vhodnější reakce ve směsi etheru a alkanu při 0 °C, při které vzniká směs těkavých a netěkavých [H2SiO]n. Pokusy provést hydrolýzu dichlorsilanu v hexanu pomocí NiCl2⋅6H2O jakožto zdroje vody nebyly úspěšné. Podařilo se ji ovšem provést pomocí zředěného (C2H5)2O/CCl4 při −10 °C. Pokusy o provedení hydrolýzy byly prováděny za účelem připravit koncentrované produkty a následnou destilací získat roztoky [H2SiO]n oligomerů v dichlormethanu. Těmito postupy se připravují cyklické polysiloxany.
Dalším důvodem pro hydrolýzu dichlorsilanu je příprava lineárních polysiloxanů, což lze provést několika různými způsoby. Hydrolýzou dichlorsilanu v diethyletheru, dichlormethanu nebo pentanu se mohou tvořit jak lineární, tak i cyklické polysiloxany.

### Rozklad
Su a Schlegal zkoumali rozklad dichlorsilanu s využitím teorie přechodného stavu. Wittbrodt a Schlegel tyto výpočty vylepšili pomocí QCISD(T). Hlavními produkty byly SiCl2 a SiClH.

## Přečištění
Dichlorsilan musí být pro využití při výrobě polovodičů získán jako velmi čistý.

## Výhody
Použití dichlorsilanu jako výchozího materiálu na přípravu tenkých polovodivých vrstev křemíku v mikroelektronice je oproti jiným látkám výhodné, protože k rozkladu dochází při nižší teplotě a tvorba krystalů křemíku je rychlejší.

## Bezpečnost
Dichlorsilan je reaktivní plyn, který se snadno hydrolyzuje a na vzduchu je samozápalný. Jedná se též o vysoce toxickou látku a při každém jejím používání se musí provádět preventivní měření. Také může způsobit podráždění očí a kůže.